# 이와시미즈 아즈사
이와시미즈 아즈사(일본어: 岩清水 梓, 1986년 10월 14일 ~ )는 일본의 여자 축구 선수이다.

## 국가대표팀 경력
그녀는 2006년 2월 18일 러시아과의 경기에서 일본 국가대표팀에 데뷔했다. 3번의 FIFA 여자 월드컵, 2번의 하계 올림픽에 출전했다. 2011년 FIFA 여자 월드컵 우승, 2015년 FIFA 여자 월드컵 준우승, 2012년 하계 올림픽 은메달 획득에 기여. 그녀는 2016년까지 국제 A매치 122경기에 출전, 11득점을 넣었다.

## 통계
| 일본 | 일본 | 일본 |
| 연도 | 출전 | 득점 |
| ---- | ---- | ---- |
| 2006 | 10   | 3    |
| 2007 | 13   | 2    |
| 2008 | 18   | 0    |
| 2009 | 3    | 0    |
| 2010 | 13   | 3    |
| 2011 | 17   | 0    |
| 2012 | 11   | 0    |
| 2013 | 10   | 0    |
| 2014 | 14   | 3    |
| 2015 | 10   | 0    |
| 2016 | 3    | 0    |
| 통산 | 122  | 11   |